# Artur Ioniță
Artur Ioniță (Chisinau, 17 augustus 1990) is een Moldavisch voetballer die bij voorkeur als middenvelder speelt. Hij verruilde in juli 2016 Hellas Verona voor Cagliari Calcio.

## Clubcarrière
Ioniță speelde in Moldavië bij FC Zimbru Chisinau en FC Iskra-Stal Rîbnița. In 2009 trok hij naar het Zwitserse FC Aarau, waar hij in vijf seizoenen in totaal 16 doelpunten zou scoren uit 126 competitieduels. In het seizoen 2012/13 dwong hij onder leiding van trainer-coach René Weiler met FC Aarau promotie af naar de hoogste afdeling van het Zwitserse voetbal.
In 2014 trok Ioniță transfervrij naar Hellas Verona. Hij debuteerde daarvoor op 30 augustus 2014 in de Serie A, tegen Atalanta Bergamo. Op 24 september 2014 scoorde hij zijn eerste doelpunt in de Serie A, in een uitwedstrijd tegen Torino.

## Clubstatistieken
| Seizoen | Club                  | Land        | Competitie        | Wed. | Doelp. |
| ------- | --------------------- | ----------- | ----------------- | ---- | ------ |
| 2007/08 | FC Zimbru Chisinau    | Moldavië    | Divizia Națională | 2    | 1      |
| 2007/08 | FC Iskra-Stal Rîbnița | Moldavië    | Divizia Națională | 14   | 3      |
| 2008/09 | FC Iskra-Stal Rîbnița | Moldavië    | Divizia Națională | 28   | 7      |
| 2009/10 | FC Aarau              | Zwitserland | Super League      | 8    | 0      |
| 2010/11 | FC Aarau              | Zwitserland | Challenge League  | 25   | 1      |
| 2011/12 | FC Aarau              | Zwitserland | Challenge League  | 27   | 2      |
| 2012/13 | FC Aarau              | Zwitserland | Challenge League  | 35   | 5      |
| 2013/14 | FC Aarau              | Zwitserland | Super League      | 34   | 6      |
| 2014/15 | Hellas Verona         | Italië      | Serie A           | 18   | 2      |
| 2015/16 | Hellas Verona         | Italië      | Serie A           | 31   | 4      |
| 2016/17 | Cagliari Calcio       | Italië      | Serie A           | 18   | 3      |
| 2017/18 | Cagliari Calcio       | Italië      | Serie A           | 36   | 0      |
| 2018/19 | Cagliari Calcio       | Italië      | Serie A           | 19   | 2      |
| Totaal  | Totaal                | Totaal      | Totaal            | 295  | 36     |

## Interlandcarrière
Ioniță debuteerde in 2009 voor het Moldavisch nationaal elftal. Zijn eerste interlanddoelpunt scoorde hij op 15 oktober 2013 in de WK-kwalificatiewedstrijd tegen Montenegro. Eén maand later scoorde hij opnieuw, ditmaal in een oefeninterland tegen Litouwen.

## Erelijst
Individueel
- Moldavisch voetballer van het jaar: 2014

1 Ciocci ·
3 Augello ·
6 Luperto ·
8 Adopo ·
9 Lapadula ·
10 Viola ·
14 Deiola ·
16 Prati ·
18 Marin ·
19 Zortea ·
21 Jankto ·
22 Scuffet ·
23 Wieteska ·
24 Palomino ·
26 Mina ·
28 Zappa ·
29 Makoumbou ·
30 Pavoletti  ·
33 Obert ·
37 Azzi ·
70 Gaetano ·
71 Sherri ·
77 Luvumbo ·
80 Mutandwa ·
91 Piccoli ·
97 Felici ·
Coach: Nicola